# Яллов, Мимоса
Ми́моса Я́ллов (фин. Mimosa Jallow; род. 17 июня 1994, Финляндия) — финская пловчиха; член сборной Финляндии на летних Олимпийских играх 2016 года.
Представляет клуб Kampuksen Plaania (ранее — клуб Swimming Jyväskylä), тренируясь у Марко Малвела.
В 2016 году стала бронзовой медалисткой в эстафете 4 × 100 м на чемпионате Европы по водным видам спорта в Лондоне.